# Printechinus
Printechinus is een geslacht van zee-egels uit de familie Temnopleuridae.

## Soorten
- Printechinus impressus Koehler, 1927
- Printechinus javanus Lambert & Jeannet, 1935 †
- Printechinus viridis Mortensen, 1942